# Chiesa di San Pietro (Chester)
La chiesa di San Pietro è un edificio religioso situato in Eastgate Street, nel pieno centro della città di Chester, Cheshire, Inghilterra, immediatamente a nord della Chester Cross. È stata classificata al primo posto dalla National Heritage List of England. È una parrocchia anglicana attiva nella diocesi di Chester.

## Storia e descrizione
Ethelfleda, figlia del re Alfredo il Grande, fondò la chiesa nel 907 d.C. che è rimasta da allora un luogo di culto del cristianesimo.
La chiesa di San Pietro in Chester è situata all'incrocio delle quattro vie principali della città (Eastgate, Northgate, Watergate e Bridge Saint). In questo luogo sorgeva il quartiere generale delle Legioni Romane.
L'edificio è caratterizzato da una forma quasi quadrata ed è diviso da tre archi in pietra risalenti al XV secolo che formano quattro navate laterali. Una delle colonne presenta una nicchia che probabilmente, prima della Riforma, conteneva una statua della Vergine con Bambino. 
Intorno a questa nicchia si può osservare un affresco realizzato prima della Riforma, danneggiato nel 1646 durante la guerra civile, tuttavia è ancora possibile ammirare le scene della natività e della crocifissione.
Vi sono sei campane nella torre e nel 1828 una di queste fu utilizzata per chiamare i pompieri.
Le vetrate del muro est raffigurano nel centro la crocifissione ed il rinnegamento di san Pietro; a sinistra vi è l'Ultima cena e a destra l'Ascensione. 
Queste vetrate sono state create ed installate nel 1860 per commemorare la vita del principe Alberto, il marito della regina Vittoria d'Inghilterra.
Le gallerie della chiesa sono in stile vittoriano (1849), ma altre gallerie erano già presenti nel 1640. Originariamente vi era una terza galleria, per i musicisti, situata nella parete ovest dell'edificio.
L'organo è stato costruito nel 1888 e ristrutturato nel 1961.
Alla sinistra dell'altare è possibile osservare una fonte battesimale posta su un piedistallo. Si pensa che sia stata utilizzata per celebrare battesimi per più di 200 anni dal 1660. Dietro l'altare vi è una dossale incisa nel 1905.
Questo centro ecumenico è aperto tutti i giorni grazie al lavoro e alla dedizione di tutti i membri delle Chiese di Chester.